# スラッシュドット
スラッシュドット（英: Slashdot）は、特に米国で有名な、コンピュータ関係のニュースを扱うWeb上の電子掲示板である。他のウェブサイトで紹介されたニュースなどの要約をリンクと共に提供し、それに対して読者がコメント（意見）を書き込んでいく。英語版には過去に5300件以上のコメントが寄せられたことがあった。かつて日本版も存在し、日本版へのコメントは最大1018件であった。

## 米国版
2023年現在日本の日本語版と米国の英語版は独立して存在する。
ニュース記事（「ストーリー」）は読者からの投稿（「タレコミ」）として編集者グループに提供され、それを各編集者が選択して掲載する、という方式が採られている。各記事には、匿名・非匿名関わらずに読者が自由に「コメント」を投稿することが出来る。
ある読者のコメントに対して、別の読者がプラス・マイナスの点数付け（モデレーション）をする、「モデレーションシステム」の導入が特徴的である。コメントのモデレーションは+5〜-1の範囲で変化する。通常の初期値は、アカウント(ID)を持ち、ログインしている読者は1、匿名として投稿した者は0である。モデレーションする権利はアカウント(ID)を登録して定期的にスラッシュドットを訪れ、かつ登録後一定の期間が経過した読者に、今までの投稿へのモデレーションなどを考慮した上で、システムが無作為に与えるようになっている。ただし、モデレートする意志がない場合、ユーザー設定で「モデレートする意志」のチェックを外すことで、モデレート権は回ってこなくなる（既定はオン）。またモデレート権は一時的なものであり、3日間のみ有効、かつ5つ以内のコメントに対して行使できる。さらに「メタモデレーション」という仕組みもあり、別な読者がモデレーションの結果に対し「公正・不公正」の評価ができる。これにより恣意的なモデレーションを抑止する効果を意図している。
また、アカウントを持つものは、投稿したコメントへのモデレーションや行ったモデレーションへのメタモデレーションに応じて「カルマ」と呼ばれるポイントが付与される。このカルマは、先のモデレーション権取得条件の一つであったり、投稿のモデレーション初期値を+2にすることができる（ただしこれを行うと代償としてカルマは下がる）など、若干の特典が得られる。なお、カルマの数値は実際に示されることはなく、ユーザは「たっぷり」などのような抽象的言葉でのみ知ることができる。
ログインせずに匿名で投稿した場合、投稿者名が Anonymous Coward（匿名の臆病者の意味、AC）となり、前述のモデレーションシステムや大量の連続投稿ができないなどの制限がある。その一方で「内部の人間なのでACですが……」と注釈付きで貴重な情報を提供する技術関係者も多く、そのような発言に対して、同サイトのモデレート制度により「参考になる」等の評価が寄せられることもある。
掲載された記事には内容に応じたトピックに属する。それぞれに対しトピックアイコンが用意されている。また、トピックとは別にセクションという区別が設けられており、セクションローカルとして投稿されている記事は基本的にトップページにタイトルだけが載る（編集者が決める）。例えばアンケート記事である「Slashdotに聞け! （Ask Slashdot）」などはセクションの一つである。
記事の傾向としては、多方面に及ぶ新技術に関するものから、セキュリティに関する情報、様々なマニアックなネタ、IT業界に関する経済的な記事を主とする。

### 歴史
- 1997年07月、前身となるサイトが短期間存在した。その頃の呼称は「Chips & Dips」。
- 1997年09月、ロブ・マルダ（英語版）により slashdot.org が誕生。
- 1997年12月31日、記事が初掲載される[3]。
- 2000年02月24日、10,000番目の投稿記事[4]。
- 2002年10月01日、5周年を迎える（正式な開設日は開設者も覚えていないらしい)[5]。
- 2005年09月22日、サイトのデザインを変更する。
- 2006年11月09日、16777215 (2の24乗 − 1)のコメント数に到達[6][7]、データベースが一時破損する[8]。
- 2007年10月01日、10周年を迎える[9]。

## 日本版

### スラッシュドットジャパン / スラド
呼称は「スラド」「すらど」「/.」、日本サイトの場合には「/.J」。
2001年5月にスラッシュドットジャパンとして正式オープン。Slashdotを運営するアメリカのVA Linux Systemsの日本法人、VA Linux Systems Japanが運営していた。しかし親会社の買収による経営方針の転換のため、SourceForge.JP（現OSDN）とともに独立し、2015年5月11日にから正式名称を「スラド」（英語表記：Srad）に変更。運営もVA Linux Systems Japan株式会社 OSDN事業部からスピンオフした、OSDN株式会社に移管された。
2020年2月17日付け発表によると、株式会社アピリッツは「スラド」を含むOSDN株式会社の全事業を譲受し、OSDN社の組織は全てアピリッツに新設されたOSDN部へ移管、従業員全てをOSDN社から引き継ぎ、OSDN社の代表取締役である佐渡が新たにアピリッツOSDN部の部長に就任し、OSDNのサービスブランド・ドメイン等を含めてそのまま継承したとの事。
その後、株式会社アピリッツから开源中国（OSCHINA）にOSDNが事業譲渡された際、スラドも併せてOSCHINAに譲渡された。
2025年3月31日をもってサービス終了した。

### 歴史
- 2001年05月09日、スラッシュドットジャパンのベータテスト開始。
- 2001年05月28日、スラッシュドット日本版であるスラッシュドットジャパンが正式オープン。日本版の編集リーダーは、オリバー・M・ボルツァー。
- 2001年08月01日、slashdot.ne.jpからslashdot.jpへとURLが移動。
- 2001年11月14日、slashcode 2.2 ベースのシステムへアップグレード。これにより、日記にトピックやコメントを付加できるようになった、コメント中のリンクにリンク先ドメイン名が明示されるようになった、ユーザーのメールアドレスのスクランブル機能が搭載された等、機能強化が行われた[16]。
- 2003年01月18日、シェアウェアの登録キーを含んだコメントを伏せ字化するという初のコメント削除[17]が行われる。
- 2003年09月15日、匿名投稿 (Anonymous Coward) への投稿規制が発表され、激しい議論[18]となる。
- 2005年10月15日、Slashcode 2.5 ベースのシステムにアップグレード。これにより、ストーリーの複数トピック・複数セクション対応、FoF（トモダチ、ファン、テキ、アンチ と翻訳された人間関係表現のための機能）の追加などの機能強化が行われた[19]。
- 2006年05月24日、RSSへの広告が試験的に開始された[20]。
- 2006年09月01日、Slashcode 2_5_119 のシステムにアップグレード。日記から直接タレコミする機能の実現により、タレコミが却下されても日記で閲覧可能になる、タレコミした日記本体とストーリーが共有されるといった日記系の機能が若干強化された。今回のアップデートは今後の布石となるもので、CSS化やテンプレートのアップデート、更なる機能の追加も予定されているとのこと[21]。
- 2006年10月30日、デザイン・テンプレートを大幅書き換えし、TABLEタグによるデザインからCSSによるデザインに大幅変更された[22]。
- 2007年12月25日、アレたま（本家ではFirehoseとよばれる機能、後述）、タグ、ブックマークの3機能が本家より移植された[23]。
- 2009年01月09日、slash-2.5.0.233 へアップグレード。
- 2015年05月11日、サイト名称をスラドに変更[13]。
- 2024年01月31日、新規ストーリーの掲載を停止し、閉鎖予定と発表された[24][25]。その後閉鎖を撤回し[26]、受け入れ先企業の募集を開始した[27][28][29]。
- 2024年04月02日、受け入れ先の応募はあるものの、売却額の算定に時間がかかっており進捗はないとの現状が報告された[30]。
- 2025年03月15日、OSCHINAはスラドの受け入れ先募集を打ち切り、2025年3月31日にサービス終了予定であると発表された[15][31][32][33]。
- 2025年03月31日、サービス終了。24年の歴史に幕を降ろした[11]。

## 名前の由来
スラッシュドットという名は、スラッシュ記号とピリオドのことで、URLを実際に発音すると聞く側が混乱するように考えたところから来ている、という。すなわち、「エイチティーティーピーコロンスラッシュスラッシュスラッシュドットドットオルグ」と読まれることを期待している。